# Redgrave (Royaume-Uni)
Pour les articles homonymes, voir Redgrave.
Redgrave est un village et une paroisse civile du Suffolk, en Angleterre.